# Stade John Girardin
Stade John Girardin – wielofunkcyjny stadion w Saint Pierre w Saint-Pierre i Miquelon. Jest obecnie używany głównie dla meczów piłki nożnej. Stadion jest używany przez reprezentację Saint-Pierre i Miquelon w piłce nożnej oraz klub AS Îlienne Amateurs.